# Бонна, Феликс
Феликс Луи Гастон Бонна (фр. Félix Louis Gaston Bonnat; 23 апреля 1921, Вуарон — 16 мая 2013, Сен-Касьян) — французский бобслеист. Участник зимних Олимпийских игр 1948 года.

## Биография
Феликс Бонна родился 23 апреля 1921 года во французском городе Вуарон.
Во время Второй мировой войны был участником французского движения Сопротивления. В сентябре 1944 года попал в немецкий плен и был отправлен в концлагерь Нацвейлер-Штрутгоф в Эльзасе. Выжил во время «марша смерти» заключённых по пути в концлагерь Дахау, куда прибыл 22 октября. Вместе с другими заключёнными был освобождён союзниками.
В 1948 году вошёл в состав сборной Франции на зимних Олимпийских играх в Санкт-Морице. В соревнованиях четвёрок второй французский экипаж, за который также выступали Жильбер Ашар-Пикар, Луи Сен-Калибр и Анри Эвро, занял 13-е место, показав по сумме четырёх заездов результат 5 минут 35,4 секунды и уступив 15,3 секунды завоевавшему золото экипажу из США.
В 1987 году участвовал в качестве свидетеля в судебном процессе в отношении немецкого военного преступника Клауса Барби, обвинённого в пытках и убийства участников движения Сопротивления.
Умер 16 мая 2013 года во французской коммуне Сен-Касьян.